# Marin Carburi

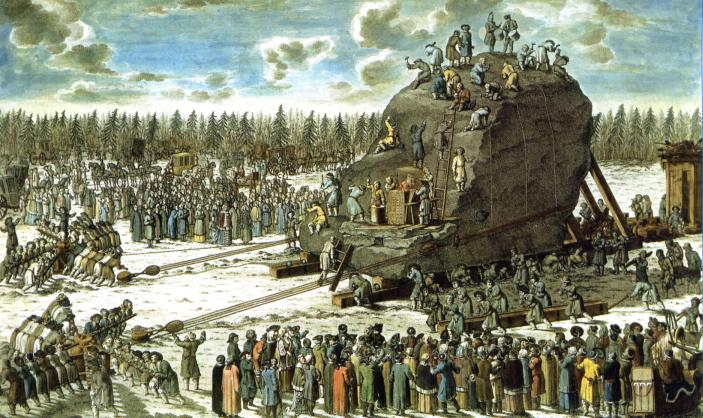
Le transport de la pierre du Tonnerre en présence de Catherine II de Russie. Gravure de I.F. Schley, d'après un dessin de Y.M. Felten. 1770.

Marin Carburi (en grec Μαρίνος Χαρβούρης, et couramment, en Russie, comte de Lascary ou Lascaris)  est un ingénieur militaire de Céphalonie, né en 1729 à Argostoli (Céphalonie), mort le 19  avril 1782 à Lixouri (Céphalonie). 
Il est célèbre pour avoir réussi à transporter jusqu'à Saint-Pétersbourg l'énorme  monolithe servant de piédestal à la statue équestre de Pierre le Grand, connue sous le nom de Cavalier de bronze. Ce socle est réputé pour être la plus grosse pierre jamais déplacée par l'homme.

## Biographie
Carburi fit des études de mathématiques à l'université de Bologne. Mais, impliqué dans un procès criminel à Venise, dont Céphalonie était alors une possession, il dut s'exiler et devint officier dans l'armée de Catherine de Russie.
C'est alors qu'il dirigea les opérations du transport du monolithe du Cavalier de bronze.
Enfin autorisé à rentrer à Céphalonie, il fonda une exploitation agricole où il voulut introduire la culture de la canne à sucre et de l'indigo. Mais en 1782, il fut assassiné, ainsi que sa femme, par ses ouvriers, à la suite d'une querelle.

## Transport de la pierre du Tonnerre

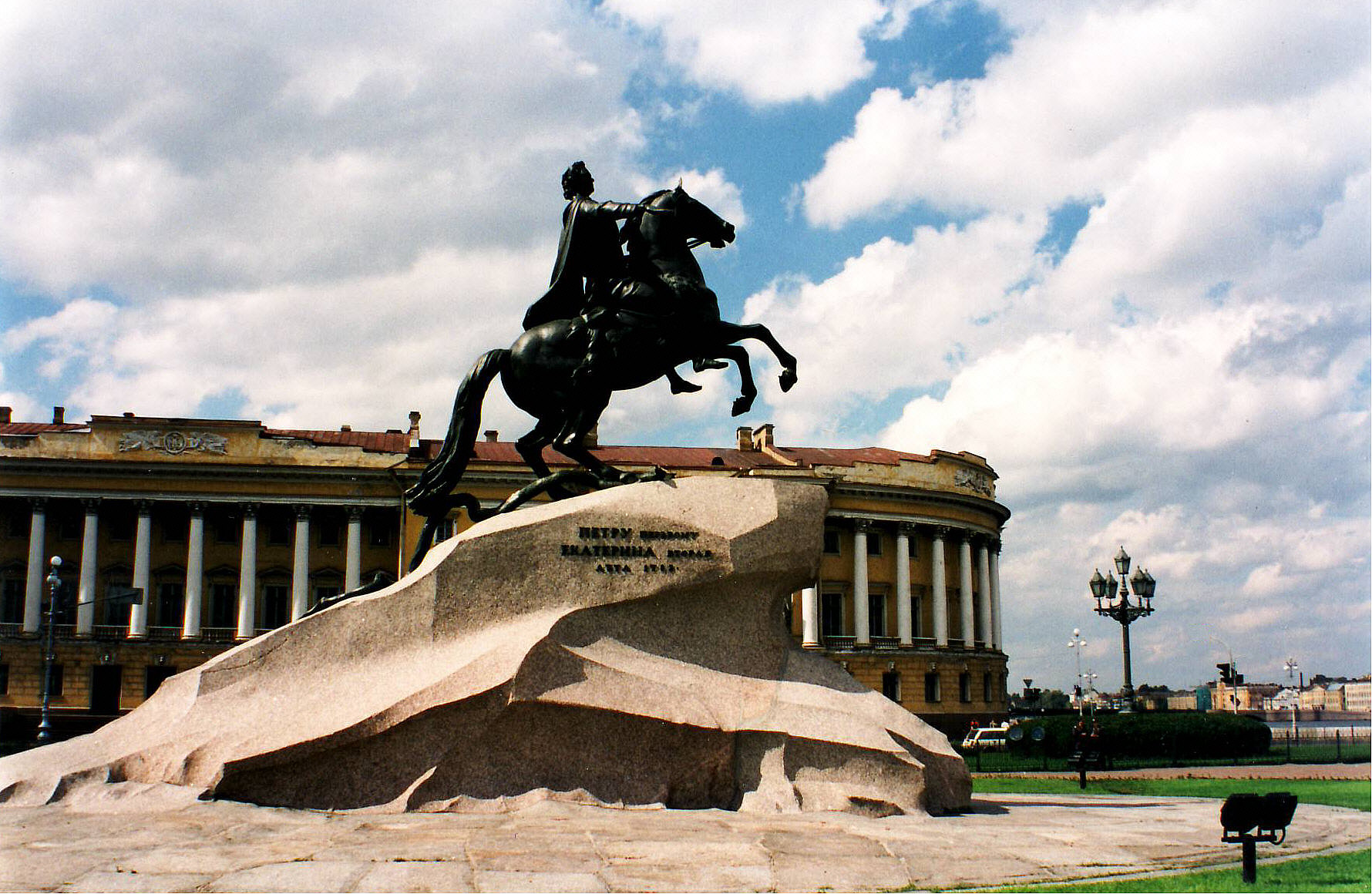
Le Cavalier de bronze, à Saint-Pétersbourg

Pour le socle de la statue équestre, on trouva à Lakhta (en), en Carélie, aux environs de Saint-Pétersbourg, un bloc de granite appelé « Гром-камень », la pierre du Tonnerre. Enfoncé dans le sol marécageux, le bloc dut être dégagé à l’aide de grues et de cabestans. Puis il fut halé jusqu'au rivage sur 6 km durant l’hiver, sur le sol gelé, au moyen d’un traîneau métallique glissant sur des rails mobiles pourvus de sphères de 13,5 cm de diamètre, le tout en bronze. Un transport maritime porta le lourd monolithe jusqu'à destination en 1770, après un déplacement total de 22 km : l’événement fut commémoré par une médaille.

## Publications
- Monument élevé à la gloire de Pierre le Grand, ou Relation des travaux qui ont été employés pour transporter à Pétersbourg un rocher de trois millions, destiné à servir de base à la statue équestre de cet Empereur, par le Comte Marin Carburi de Céphalonie. Grand in-fol., Paris, Nyon, 1777 (cité par Watelet et Lévesque, Dictionnaire des arts de peinture, sculpture et gravure, ci-dessous)
- Marin Carburi de Ceffalonie, Monument élevé à la gloire de Pierre-le-Grand, ou Relation des travaux et des moyens mécaniques qui ont été employés pour transporter à Pétersbourg un rocher de trois millions pesant, destiné à servir de base à la statue équestre de cet Empereur, avec un examen physique et chimique du même roche, L'Esprit des Journaux, Liège, janvier 1778, Tome I, p. 22-32 (d'après : Journal de Paris ; Journal de politique et de littérature ; Avis divers ; Journal encyclopédique) (Lire en ligne)